# Butoconazole
Le butoconazole est un antifongique.

## Propriétés physico-chimiques
Ce composé possède 2 stéréoisomères:
- (S)-butoconazole, nombre CAS 151909-74-9
- (R)-butoconazole, nombre CAS 151909-76-1

## Mode d'action
Le butoconazole inhibe la synthèse de l'ergostérol, molécule constitutive de la membrane fongique.

## Spécialité contenant du butoconazole
- Gynomink

## Note
1. ↑  Masse molaire calculée d’après « Atomic weights of the elements 2007 », sur www.chem.qmul.ac.uk.